# Big Girls Cry
«Big Girls Cry» es una canción de la cantante y compositora australiana Sia, perteneciente al álbum 1000 Forms of Fear (2014), y publicada como una continuación de su éxito internacional «Chandelier», su colaboración con Eminem en «Guts Over Fear» y también en la banda sonora de la película Annie con la canción «You're Never Fully Dressed Without a Smile». En Francia llegó al top 20 y en Australia alcanzó la posición n.º 36. Fue lanzado como tercer sencillo del álbum el 6 de octubre de 2014.

## Interpretaciones
El 15 de octubre, Sia realizó «Big Girls Cry» en The Recording Academy. Sia interpretó «Big Girls Cry» en vivo en el programa de la televisión australiana, Sunrise el 21 de abril de 2015. También junto a Chandelier y Elastic Heart, Sia interpretó la canción en Jimmy Kimmel Live!.

## Remezclas
El dúo de música electrónica, Odesza, lanzó un "chillwave entrecortado" remix de "Big Girls Cry" el 5 de diciembre de 2014.

## Video musical
Sia anunció que junto con el lanzamiento en Francia, habría un video musical, sin embargo no hubo ninguna noticia sobre quién dirigiría el video.
El 2 de abril de 2015, el video fue lanzado en el canal de Vevo YouTube de Sia, junto a Maddie Ziegler, dirigido por Sia y Daniel Askill, con coreografía de Ryan Heffington.

## Posicionamiento en listas
| País              | Lista                        | Mejor posición |             |
| 2014 - 2015       | 2014 - 2015                  | 2014 - 2015    | 2014 - 2015 |
| ----------------- | ---------------------------- | -------------- | ----------- |
| Australia         | ARIA Singles Chart           | 16             |             |
| Bélgica (Flandes) | Ultratip                     | 54             |             |
| Bélgica (Valonia) | Ultratop 40                  | 29             |             |
| Canadá            | Canadian Hot 100             | 64             |             |
| Escocia           | Scottish Singles Chart       | 51             |             |
| Estados Unidos    | Bubbling Under Hot 100       | 3              |             |
| Estados Unidos    | Billboard Twitter Top Tracks | 7              |             |
| Francia           | SNEP Singles Chart           | 18             |             |
| Irlanda           | Irish Singles Chart          | 65             |             |
| Israel            | Media Forest                 | 7              |             |
| Reino Unido       | UK Singles Chart             | 77             |             |

## Historial de estreno
| País      | Fecha               | Formato          | Discográfica       |
| --------- | ------------------- | ---------------- | ------------------ |
| Bélgica   | 25 de junio de 2014 | Descarga digital | Monkey Puzzle, RCA |
| Finlandia | 25 de junio de 2014 | Descarga digital | Monkey Puzzle, RCA |
| Portugal  | 25 de junio de 2014 | Descarga digital | Monkey Puzzle, RCA |
| España    | 25 de junio de 2014 | Descarga digital | Monkey Puzzle, RCA |
| Suecia    | 25 de junio de 2014 | Descarga digital | Monkey Puzzle, RCA |
| Suiza     | 25 de junio de 2014 | Descarga digital | Monkey Puzzle, RCA |